# Symplocos lehmannii
Symplocos lehmannii är en tvåhjärtbladig växtart som beskrevs av August Brand. Symplocos lehmannii ingår i släktet Symplocos och familjen Symplocaceae. Inga underarter finns listade i Catalogue of Life.